# Joseph Henry

Joseph Henry (17 decembrie 1797, Albany, New York - 13 mai 1878, Washington, D.C.) a fost un om de știință american. El a descoperit legea inducției electromagnetice independent și aproape concomitent cu britanicul Michael Faraday (1791-1867). Unitatea SI pentru inductanță, Henry, este numită în cinstea sa. Joseph Henry a fost primul secretar al Institutului Smithsonian și al precursorului său National Institute for the Promotion of Science.